# Nikolaus Burgmann

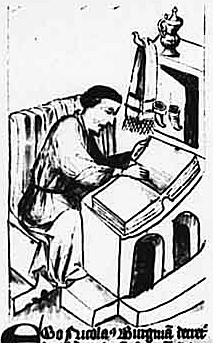
Nikolaus Burgmann auf einer zeitgenössischen Zeichnung, entstanden um 1450

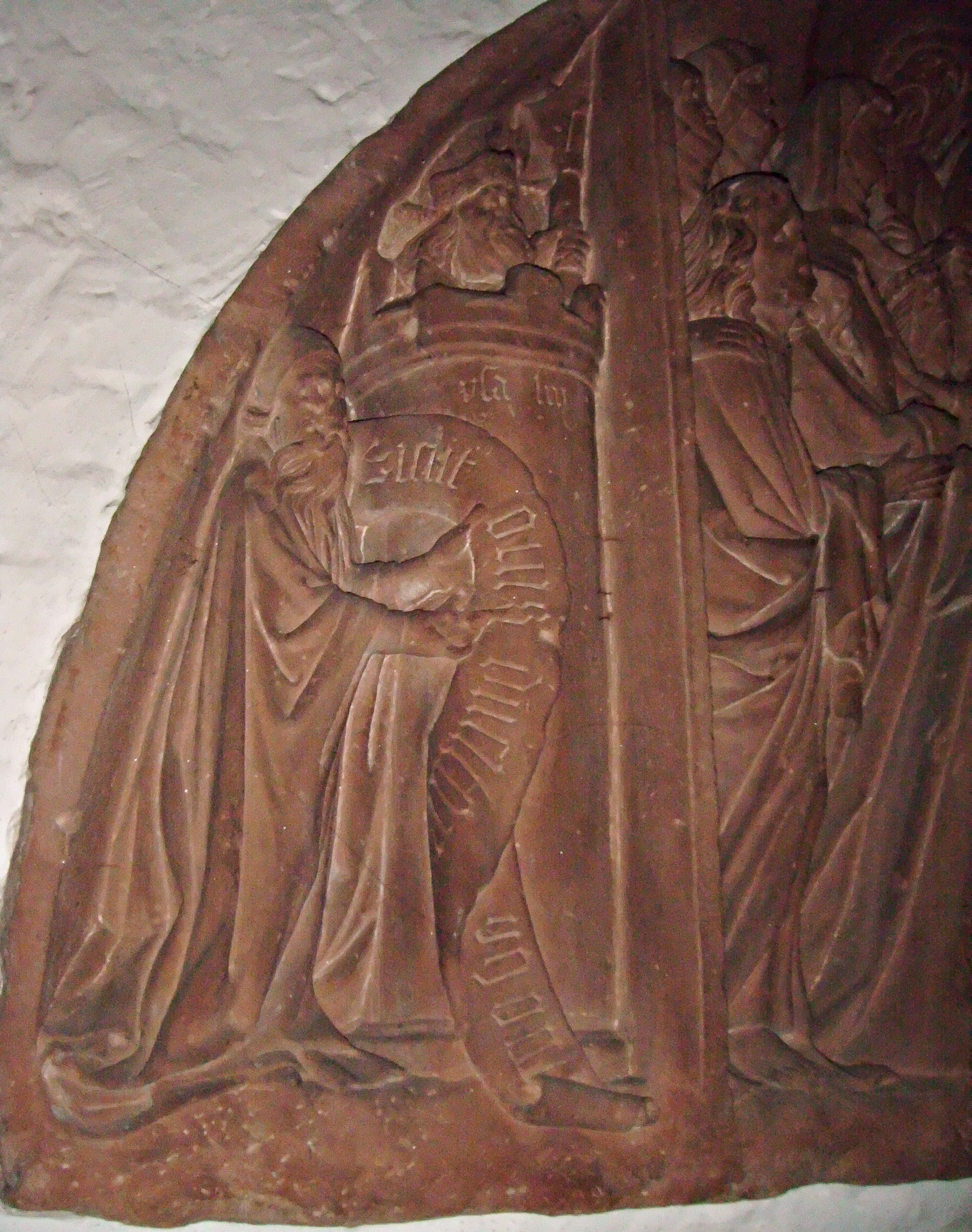
Speyerer Dom, Afrakapelle, sprechendes Wappen "Burgmann", vom Grabmalrest des Domdekans

Nikolaus Burgmann (* um 1360 in Sankt Goar; † 14. August 1443) war Domdekan in Speyer und Professor sowie Rektor der Ruprecht-Karls-Universität Heidelberg.
Nach dem Studium der Rechte in Prag und später in Heidelberg begann er dort 1388 seine Lehrtätigkeit als Professor an der Artistenfakultät, von der er später zur Juristenfakultät überwechselte. 1393 wurde Burgmann zum doctor decretorum (einem Doktorgrad auf dem Gebiet des Kirchenrechts) ernannt. Insgesamt fünf Mal hatte er außerdem in den folgenden Jahrzehnten das Amt des Rektors der Heidelberger Universität inne. 1407 gab er seine Lehrtätigkeit auf, nachdem er bereits seit 1401 Domherr in Speyer geworden war. Nun übernahm er zusätzlich das Amt des Domdekans des Speyerer Doms, das er bis zu seinem Lebensende innehatte. Im Jahr 1407 war Burgmann außerdem Domkustos an der Wormser Kathedrale. 
Er schrieb im Auftrag des Kaisers Sigismund eine lateinische Chronik über die im Speyerer Dom begrabenen deutschen Könige und Kaiser, die bislang nur von Andreas Felix von Oefele 1763 herausgegeben wurde. Sie behandelt die Zeit von Karl dem Großen (768) bis zum Tod Kaiser Karls IV. (1378) und wurde von einem anonymen Autoren bis zum Tod Kaiser Sigismunds (1437) fortgeführt. 
Die Tätigkeit Nikolaus Burgmanns erstreckte sich auch auf den politischen Bereich. So war er 1400 an der Absetzung des römisch-deutschen Königs Wenzel und der Erhebung des Pfalzgrafen Ruprecht zu dessen Nachfolger beteiligt. In der Folgezeit avancierte er zum Berater des neuen Herrschers. Als dessen Sohn, Kurprinz Ludwig, die englische Prinzessin Blanca heiratete, entsandte man Nikolaus Burgmann, zusammen mit dem Pfälzer Hofmeister Johann XI. Kämmerer von Worms († 1415) und dem Rat Rudolf von Zeiskam, zur Entgegennahme der Mitgift, 1402 an den dortigen Königshof. Auch am Konzil von Konstanz (1414 bis 1418) nahm Burgmann teil. 
Von ihm stammte die St. Goarskapelle im untergegangenen Domkreuzgang zu Speyer, die dem Schutzheiligen seines Heimatortes gewidmet wurde. In ihr stand ursprünglich auch sein Grabmal. Einen Rest davon (Relief Kreuztragung) hat man später in die Afrakapelle dieses Doms versetzt. Es zeigt in der einen Ecke einen Wächter auf einem Turm (ein sprechendes Wappen für den Nachnamen "Burgmann", vgl. das gleichnamige Amt), in der anderen den heiligen Goar, der seine Hand schützend über Nikolaus Burgmann legt.